# Джунглевый туризм

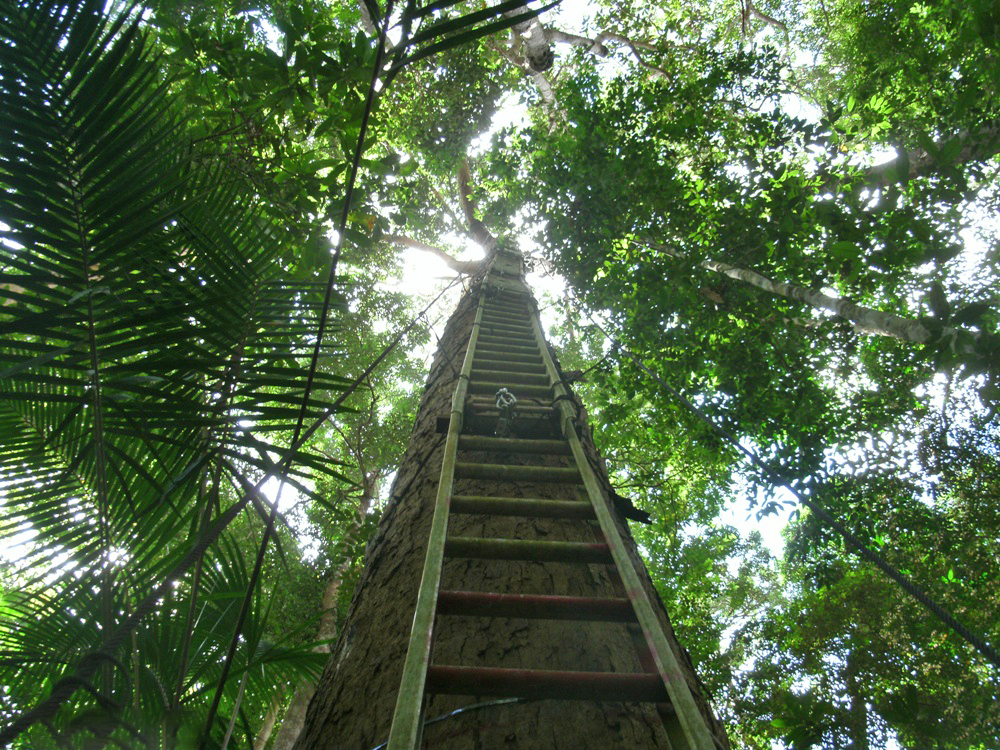
Лестница, ведущая к смотровой площадке, укреплённой на верхушке дерева (англ. tree-tower). Нацпарк Ламбир-Хиллс, Малайзия

 Джунглевый туризм (англ.  Jungle tourism) — одна из разновидностей приключенческого туризма, которая во многом похожа на экологический туризм, но отличается тем, что имеет отношение к конкретному региону, его специфике и определяется активными многогранными физическими средствами передвижения в тропических лесах.

## История
Экспедиции XIX века в Южную Америку и Юго-Восточную Азию с целью трофейной охоты имели некоторые отличительные черты джунглевых туров, при этом большинство туристов, направляющихся в тропики, предпочитали сафари в саваннах.
Возникновение экологического движения в западных странах в 1950-х и 1960-х годах привело к резким изменениям в характере потребления: фотосъемка и интерес к природе стали альтернативой охоте на дичь. Этому способствовало телевидение и та роль, которую документальные фильмы сыграли в создании более позитивного образа джунглей. Изображение антропологов, изучающих джунглевых приматов, послужило для превращения этих видов деятельности в аттракционы в таких странах, как ДР Конго, Индонезия, Руанда и Зимбабве, обеспечивая тем самым финансовую базу для сохранения животных. В более широком смысле, огромные биологические ресурсы тропических лесов были источником для привлечения туризма и поощрения создания национальных парков. Таким образом, туризм в джунглях стал экономической альтернативой уничтожению тропических лесов для производства древесины, строительства плотин и выпаса скота в таких различных странах, как Австралия, Бразилия, Коста-Рика, Мозамбик и Таиланд.

## Спрос и потребление

### Встранах запада

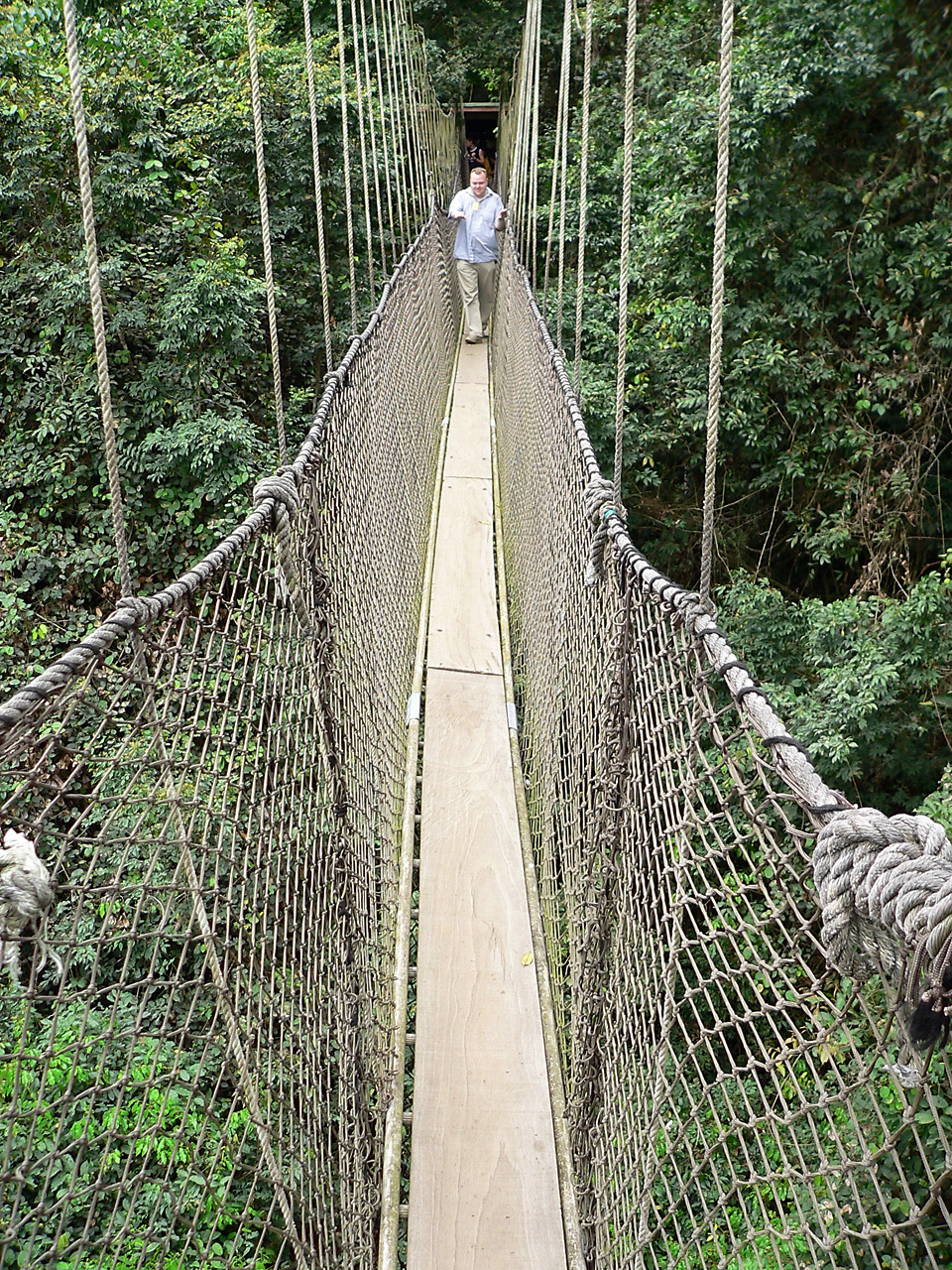
Прогулка через тропический лес по воздушной тропе. Национальный парк Какум, Гана.

Джунглевые туры — относительно недавнее явление западного международного туризма, несущее в себе основной компонент зеленого туризма. Субклимакс джунглей состоит из спутанных зарослей лиан, деревьев и кустарников, которые могут создать почти непроходимый барьер для туриста. Это характерно для просеки и берегов рек, где проникновение света обильнее, чем в густом лесу. Вопреки вышеописанному, истинный климакс тропических лесов имеет мало подлеска, так как проникновение света невелико и, в отличие от бытующего мнения, пространство легко проходимо.Тем не менее, обе группы сред обычно характеризуются туристическим рынком как джунгли.
Одной из самых больших трудностей туров по джунглям является обеспечение доступа к верхним уровням самого высокого полога леса, где обитает большинство птиц и приматов. Доступ обеспечивается за счет подвесных пешеходных дорожек, как, например, во влажных тропиках Северного Квинсленда.
Экскурсии с гидом из числа коренных жителей набирают популярность по мере того, как этноботанический и образовательный туризм становятся отдельными специализированными рынками сбыта.
Туризм в джунглях является важным инструментом обеспечения экономической основы для сохранения экологического и культурного разнообразия в районах тропических лесов и получает значительную поддержку со стороны западных природоохранных и гуманитарных учреждений в рамках программ устойчивого развития.

### В России
В РФ отсутствует широкое предложение джунглевых туров, по той причине, что они не востребованы массово. В частности, что касается стран Американского региона и Австралии с Океанией, то спрос на туры в столь отдалённые районы, несмотря на то, что они обладают богатейшим туристским потенциалом, невелик в силу их удаленности и значительной стоимости тура преимущественно из-за транспортных расходов.

## Маршруты
Латинская Америка — один из наиболее популярных регионов экотуризма. Его основу, как и везде в мире, составляет посещение национальных парков, уникальных природных ландшафтов и объектов древней культуры. Наибольшей привлекательностью в западном полушарии с точки зрения туристов обладает Латинская Америка — почти 70 % отзывов относится к этому макрорегиону, из которых Центральная Америка получает 44 %, Южная Америка — 25 %, Северная Америка — 31 %. С экологическими познавательными целями регион посетило около 35 млн человек; 2/3 туристов приезжают в Латинскую Америку, чтобы посетить особо охраняемые природные территории. Наиболее посещаемы тропические широты региона, которые и концентрируют основную массу объектов экотуризма. В тропических широтах наиболее посещаемы джунгли.
Значительный интерес для любителей джунглевого туризма представляют города цивилизации майя, расположенные в лесах на территории нынешних государств Центральной и Северной Америки: Белиз, Гондурас, Сальвадор, Мексика и Гватемала. Последние два государства отличаются бо́льшим количеством городищ.

### Гватемала
Тикаль — руины крупнейшего из городов майя, занимающие солидную территорию посреди джунглей, в 64 километрах от города Флорес. Здесь, в 30 км к северу от озера Петен-Ица, на территории северной части нынешнего департамента Петен, располагался церемониальный центр майя.
Йашха — городище майя, расположенное в 69 километрах от Флореса. Площадь охраняемой территории в настоящее время составляет 37, 160 га.
Накум находится примерно в 17 километрах от руин города Йашха, на северном берегу реки Хольмуль.
Дос-Пилас — древняя столица королевства майя Петексбатун, недалеко от реки Салинас в нынешнем Петене, примерно в 8 км к востоку от границы с Мексикой. Дос-Пилас располагался на территории среднего размера и сыграл важную роль в соперничестве двуж сверхдержав Тикаль/Калакмуль во время Классической эры (250 г. н. э.-900 г. н. э.). Ввиду того, что дорога к руинам Дос-Пиласа сложна и запутана, туристы попадают сюда, по обыкновению, в составе организованного тура, к примеру, из города Флорес.
Сейбаль — бывший город майя, расположен в провинции Петен. По факту на апрель 2015 года активно велись восстановительные работы.
Эль-Мирадор — крупнейшая метрополия культуры майя; находится в департаменте Петен, на севере Гватемалы, в окружении непроходимых джунглей. Город процветал почти за тысячу лет до того, как Тикаль построил свою первую пирамиду.
В 2002 году правительство Гватемалы определило территорию бассейна реки Мирадор в качестве особой археологической зоны, что означает отсутствие законных дорог для обычных транспортных средств. Вместо этого посетители должны пройти пятидневный поход, для чего следует быть в хорошей физической форме.
Накбе — руины, расположенные в джунглях, на расстоянии примерно 15 километров от Эль-Мирадора.
Калакмуль — в прошлом могущественный город майя, столица Канульского царства.
Агуатека — руины цивилизации майя, расположены на территории нынешнего департамента Петен. Попадание осуществляется водным путём, по реке Ла-Пасьон.

### Мексика
Паленке — разрушенный древний город майя периода поздней классики (ок. 600—900 гг. н. э.) в нынешнем штате Чьяпас, в 80 милях (130 км) к югу от Сьюдад-дель-Кармен.
Тонина — руины древнего города, расположенные в 13 километрах от города Окосинго.
Бонампак — городище майя на притоке реки Усумасинта, в настоящее время территория относится к восточной части штата Чьяпас.
Яшчилан — классический городской комплекс майя, расположен через реку Усумасинта от другого древнего города майя, Пьедрас-Неграса. Ввиду того, что Яшчилан расположен в непроходимых джунглях, попадание в древний город возможно только водным транспортом из города Фронтера-Коросаль.
Чичен-Ица — разрушенный древний город майя, занимающий площадь 10 км² в юго-центральной части штата Юкатан, примерно в 150 км к северо-востоку от Ушмаля и в 120 км к юго-востоку от современного города Мерида.
Коба — древний город майя на полуострове Юкатан, расположен на северо-востоке нынешнего муниципалитета Кинтана-Роо. В настоящее время расчищена и реставрирована только часть городища. Территория настолько велика, что посетителям при входе предлагают взять в аренду велосипед.
Кохунлич — археологическая зона, окруженная джунглями, находится на полуострове Юкатан, в 70 километрах от города Четумаль.
Эк-Балам — в переводе с языка майя-юкатеков — «Город чёрного ягуара». Находится в штате Юкатан, в 28 километрах к северу от города Вальядолид.
Ушмаль — крупное городище майя в штате Юкатан, примерно в 150 километрах к западу-юго-западу от Чичен-Ицы и в 40 километрах от Майяпана. Находится примерно в 80 километрах к югу от современного города Мерида. 
 В 1996 году Ушмаль был признан объектом всемирного наследия.
В числе регионов, принимающих участие в ориентированных на туризм практиках развития отрасли, — страны южной части Тихого океана.
В частности, для граждан РФ могут представлять интерес три островных государства, доступные для безвизового посещения: Вануату, Тонга, Самоа.

### Вануату
Тропический лес присутствует на всех островах архипелага, но наиболее популярен среди любителей джунглевого туризма — остров Пентекост. Грунтовая дорога, проложенная сквозь джунгли, поднимаясь вверх, ведёт от побережья, (куда прибывает водный транспорт из города Порт-Вила) к деревне Ранвас. Далее — узкая горная тропа к посёлку Бунлап. Пентекост представляет собой гористый тропический остров. Здесь нет городов — большинство островитян живут в крохотных деревнях и выращивают себе еду в маленьких садах. Части острова остаются относительно нетронутыми, сохраняя девственную природу.

### Тонга
Острова архипелага Тонга в той или иной мере покрыты тропическими лесами, но выделить стоит о. Эуа, где расположен Национальный парк Эуа. Лесной заповедник с обширной коллекцией разнообразных местных видов растений, птиц, насекомых, животных, микроорганизмов являются национальным достоянием, охраняемый властями королевства Тонга. Джунгли покрывают почти всю территорию острова. Помимо Национального парка Эуа, на северной и южной оконечностях острова присутствуют тропы, проложенные сквозь девственный лес.

### Самоа
Островное государство Самоа состоит из двух крупных островов и нескольких маленьких, часть которых — необитаемы, а потому сложно досягаемы для туристов. От трассы Кросс-айленд-роуд, пересекающей остров Уполу, до озера вулканического происхождения Ланотоо — 4,5 километра. К озеру ведёт горная тропа, пролегающая сквозь джунгли тропического леса.
На острове Савайи, недалеко от водопада Афу-Аау, в полупроходимых джунглях, где тропа местами заросла по пояс тропической растительностью, расположен курган Пулемелей, посещение которого представляет интерес для туристов и историков. Находка в тропическом лесу порядка 80 платформ-насыпей в форме звезд и высокого кургана, предположительно некой пирамиды, согласно исследованиям имеет возраст около 300 лет.
Небольшой остров Маноно, расположенный в 600 метрах от пристани на о. Уполу, не имеющий достопримечательностей, почти полностью покрытый тропическим лесом, представляет интерес для любителей экотуризма.

### Малайзия
Таман-Негара — старейший тропический лес в мире; исследования показали, что на него никогда не влияли ледниковые периоды и другие большие изменения во времени. Это самый большой национальный парк в Малайзии, площадью 4343 км², раскинувшийся в трех штатах полуострова Малакка: Паханг, Тренгану и Келантан. Таман-Негара — лучшее место для получения опыта джунглей в полуостровной Малайзии; идеально подходит для тех, у кого нет возможности посетить джунгли Борнео. Специальный качественно изготовленный помост сквозь очищенное от деревьев пространство ведет в тропические джунгли.
Ниах — национальный парк в штате Саравак на острове Борнео. Территория покрыта густым тропическим лесом и является пристанищем для многих видов растений и диких животных.
Одна из троп ведет к вершине Букит-Касут (малайск.  Bukit Kasut) через девственный тропический лес, а затем направляется в лес Керангас (малайск.  Kerangas) у подножия холма.
Другая тропа проходит довольно близко к берегам Сунгай-Субис (малайск.  Sungai Subis), притока Сунгай-Ниах (малайск.  Sungai Niah.), проходит через торфяно-болотные леса, ведущие к подножию Букит-Касут (малайск.  Bukit Kasut) Вдоль тропы — много диких орхидей, причудливых грибов и гигантских растений.
Ламбир-Хиллс (англ.  Lambir Hills National Park ; малайск.  Taman Negara Bukit Lambir ) — национальный парк в округе Мири, штат Саравак, на острове Борнео. Ученые признают Ламбир-хиллс одним из самых экологически разнообразных районов мира. Сеть джунглевых троп дает возможность исследовать первозданные тропические леса. Водопады каскадируют от Ламбирских холмов, образуя бассейны.

### Бруней
Перадаянский лесной заповедник (англ.  Peradayan Forest Reserve) включает в себя два холма — Букит-Перадаян и Букит-Патои, высотой, соответственно 410 и 310 метров над уровнем моря.
Посещение парка, как правило, предполагает восхождение и спуск по лесной тропе длиной 1,6 км, которая извиваясь по склону ведёт к вершине.

## Галерея

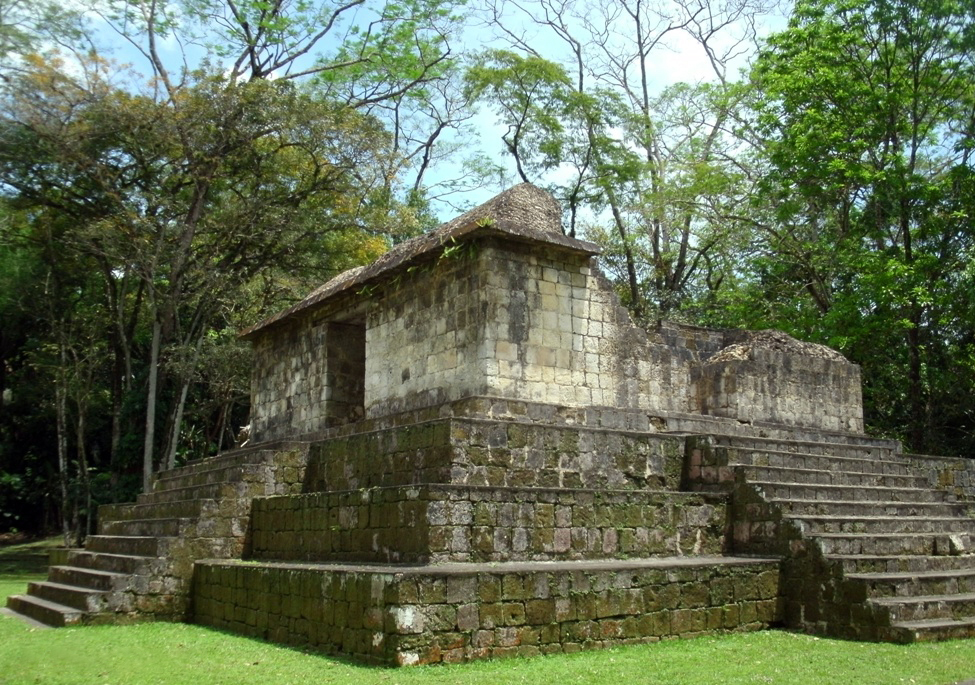
Городище Сейбаль, Гватемала
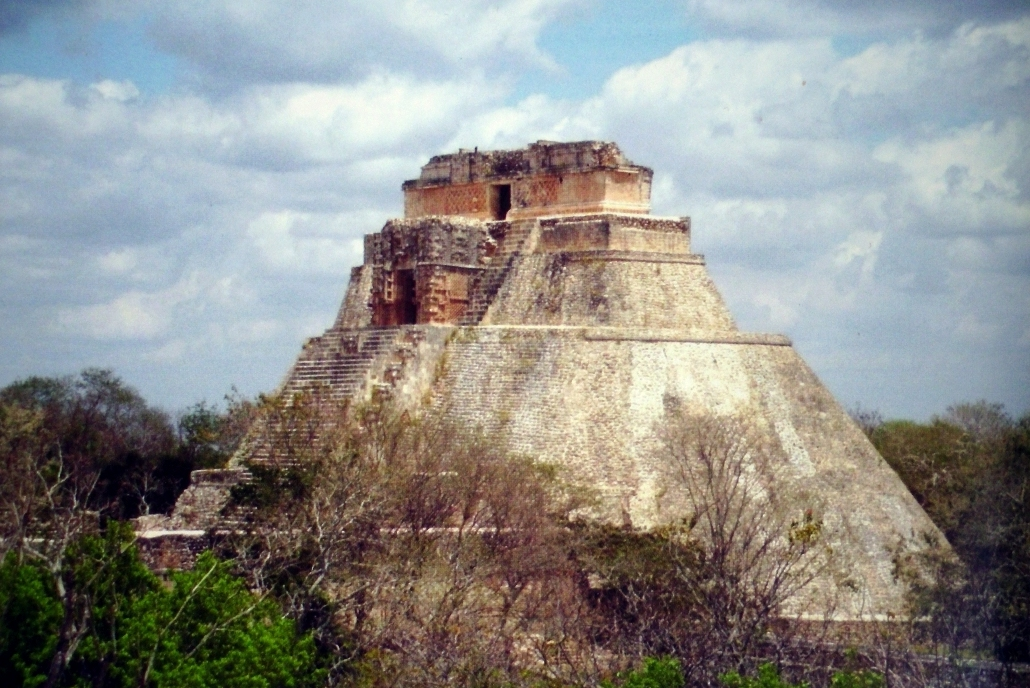
Ушмаль. Руины крупного города майя, Мексика
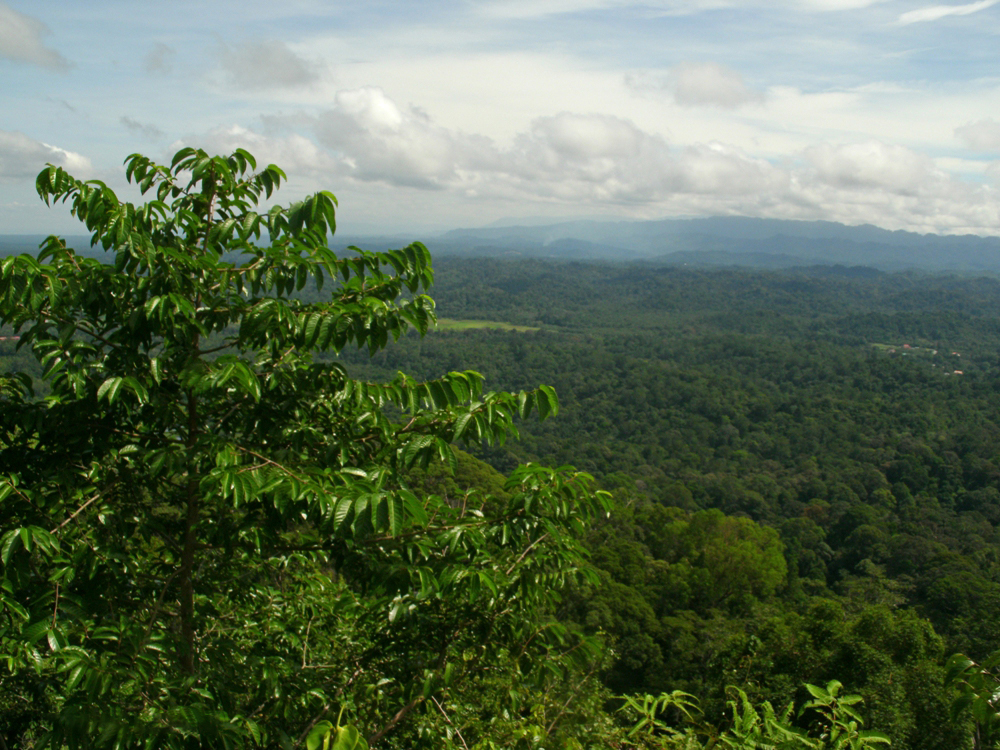
Перадаянский лесной заповедник в Брунее
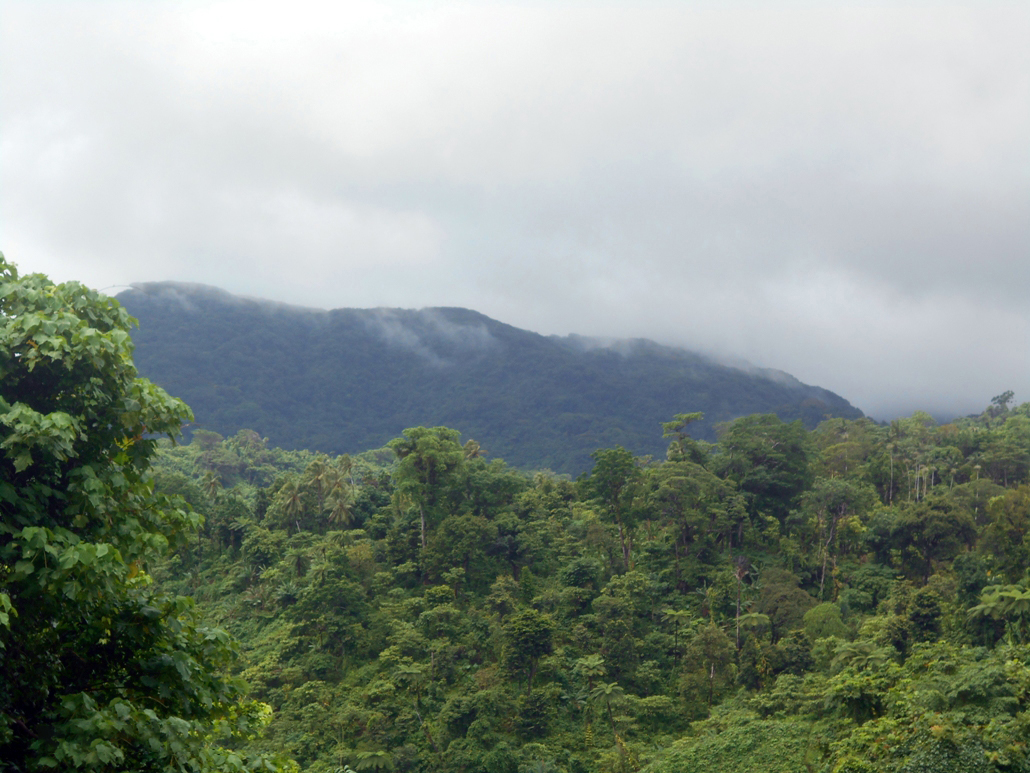
На острове Пентекост, Вануату
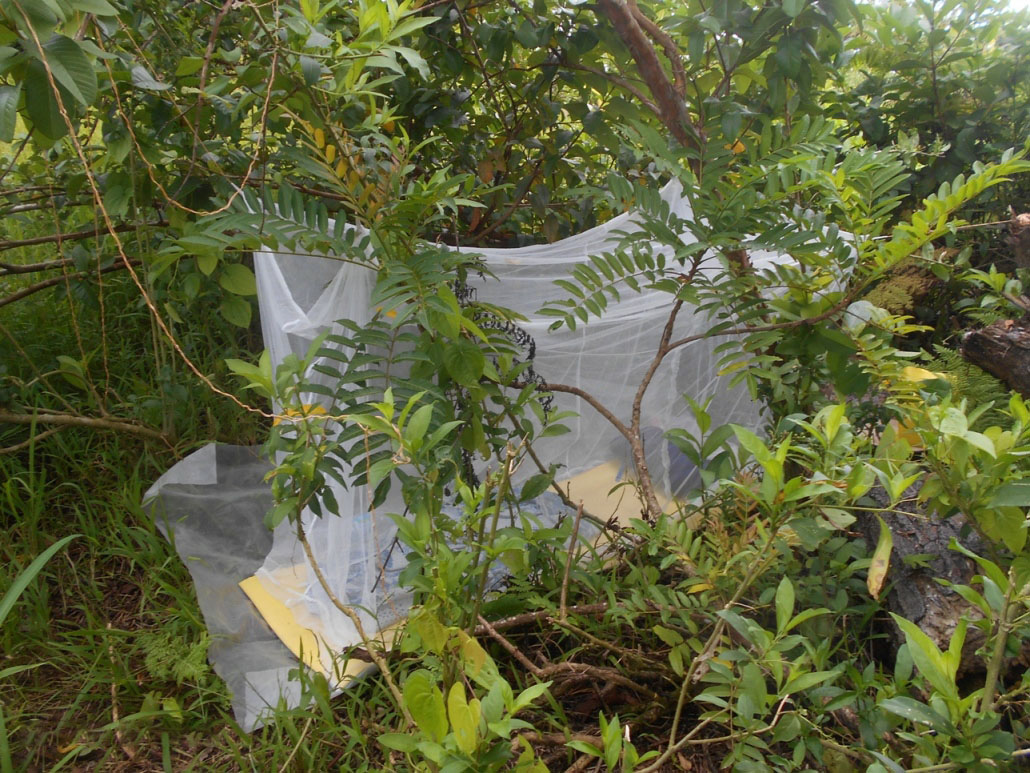
Ночлег в джунглях на острове Эуа, Тонга
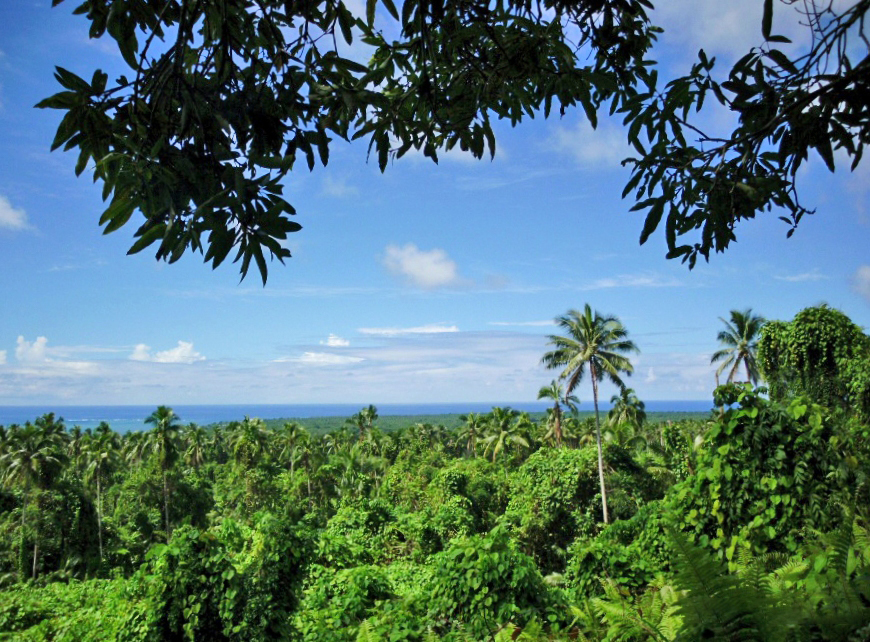
Вид с кургана Пулемелей, Самоа